# إلواس جيري
إلواس جيري (بالإنجليزية: Eloise Gerry) هي حراجية وعالمة نبات أمريكية، ولدت في 12 يناير 1885 في بوسطن في الولايات المتحدة، وتوفيت في 9 نوفمبر 1970.